# Спаниш Спрингс (Невада)
Спаниш Спрингс (енгл. Spanish Springs) насељено је место без административног статуса у америчкој савезној држави Невада.

## Демографија
По попису из 2010. године број становника је 15.064, што је 6.046 (67,0%) становника више него 2000. године.
| Група             | 2000.         | 2010.          |
| Белци             | 8.042 (89,2%) | 12.430 (82,5%) |
| Афроамериканци    | 67 (0,7%)     | 191 (1,3%)     |
| Азијати           | 126 (1,4%)    | 322 (2,1%)     |
| Хиспаноамериканци | 521 (5,8%)    | 1.608 (10,7%)  |
| Укупно            | 9.018         | 15.064         |